# کلیسای سیونی تفلیس
کلیسای سیونی تفلیس (به زبان گرجی სიონის ღვთისმშობლის მიძინების ტაძარი - به زبان انگلیسی Tbilisi Sioni Cathedral)، کلیسایی است که در قسمت شهر قدیم تفلیس قرار دارد. بیشتر کلیساهای کشور گرجستان از روی نام‌های سرزمین مقدس نام گذاری شده‌اند و این کلیسا از روی نام کوه صهیون واقع در اورشلیم نام گذاری شده و به علت تعدد این نام در بین کلیساهای گرجستان این کلیسا به نام «سیونی تفلیس» شناخته می‌شود.
بنای اصلی کلیسا در اواخر سده ششم و اوایل سده هفتم ساخته شده‌است؛ اما از این تاریخ به بعد بارها به دلایل مختلف از جمله حمله بیگانگان، بنای کلیسا تخریب و دوباره ساخته شده‌است.

## تاریخ
کلیسای سیونی در کرانه راست رود کر واقع گردیده و گفته می‌شود که شاه واختانگ یکم در نیمه دوم سده پنجم دستور بنای آن را صادر کرده‌است. بارها این کلیسا توسط بیگانگان تخریب شده‌است. در سال ۱۱۱۲ میلادی داود چهارم معروف به «دیوید سازنده» آن را از نو احیا نمود. در سال ۱۲۲۶ میلادی گنبد این کلیسا توسط جلال‌الدین خوارزمشاه مورد تخریب واقع گردید ولی به سرعت بازسازی گردید. در سال ۱۳۸۶ میلادی توسط تیمور لنگ که به گرجستان هجوم آورده بود مورد تخریب واقع شد ولی توسط شاه الکساندر یکم بازسازی شد. در اوایل سده ۱۷ میلادی که تفلیس مورد هجوم ایرانی‌ها واقع شد این کلیسا نیز از گزند آنان در امان نماند و باز تخریب شد ولی شاهان گرجی آن را دوباره بازسازی کردند. در سال ۱۶۶۸ میلادی این بار زلزله بنای کلیسا را با آسیب مواجه نمود. در سال ۱۷۱۰ میلادی شاه واختانگ ششم بنای کلیسا را از نو ساخت ولی آخرین بار توسط آقامحمدخان قاجار در سال ۱۷۹۵ تخریب گردید. در سده ۱۹ میلادی کلیسا مورد تجدید بنای اساسی واقع شد و بین سالهای ۱۹۸۰ تا ۱۹۸۳ میلادی نمای خارجی کلیسا توسط سنگ‌های تراشیده شده تزیین گردید. نقاشی‌های داخلی کلیسا توسط گریگوری گاگارین بین سالهای ۱۸۵۱ تا ۱۸۵۵ میلادی انجام شده‌است. در این کلیسا صلیب نینوی مقدس که مقدس‌ترین نشان مسیحیت ارتودکس گرجستان است، نگهداری می‌شود.

## نگارخانه

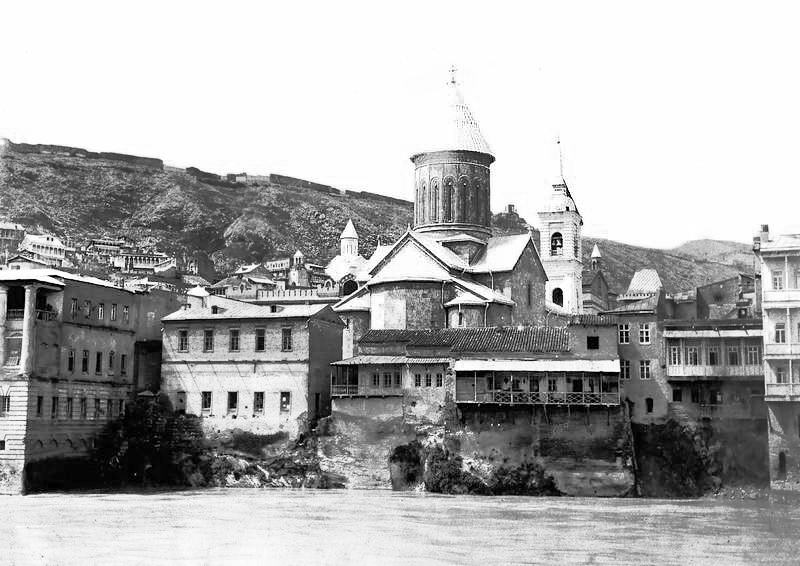
کلیسای سیونی در ۱۸۷۰ میلادی
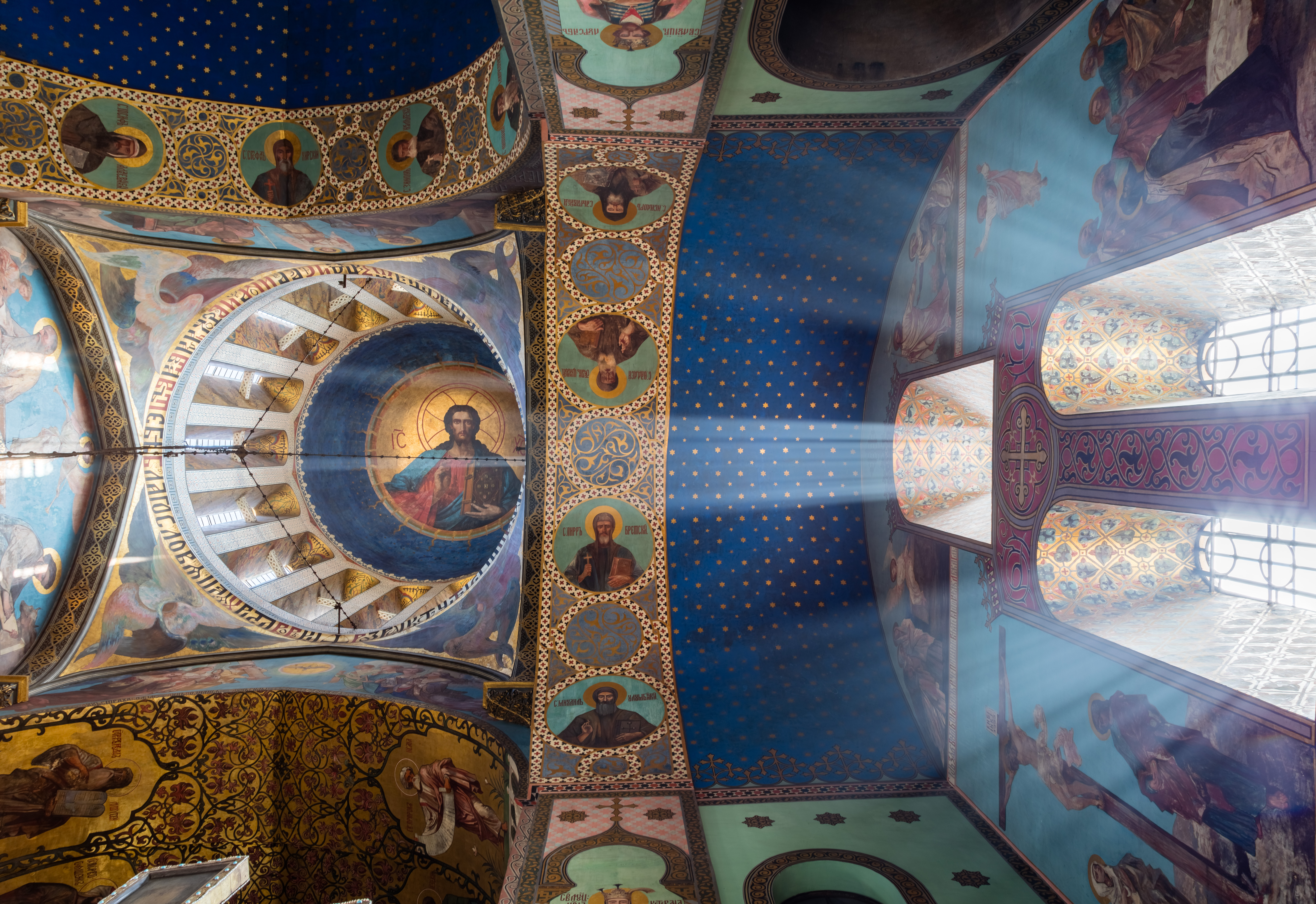
پرتو آفتابِ گرگ‌ومیش زیر سقف کلیسای سیونی
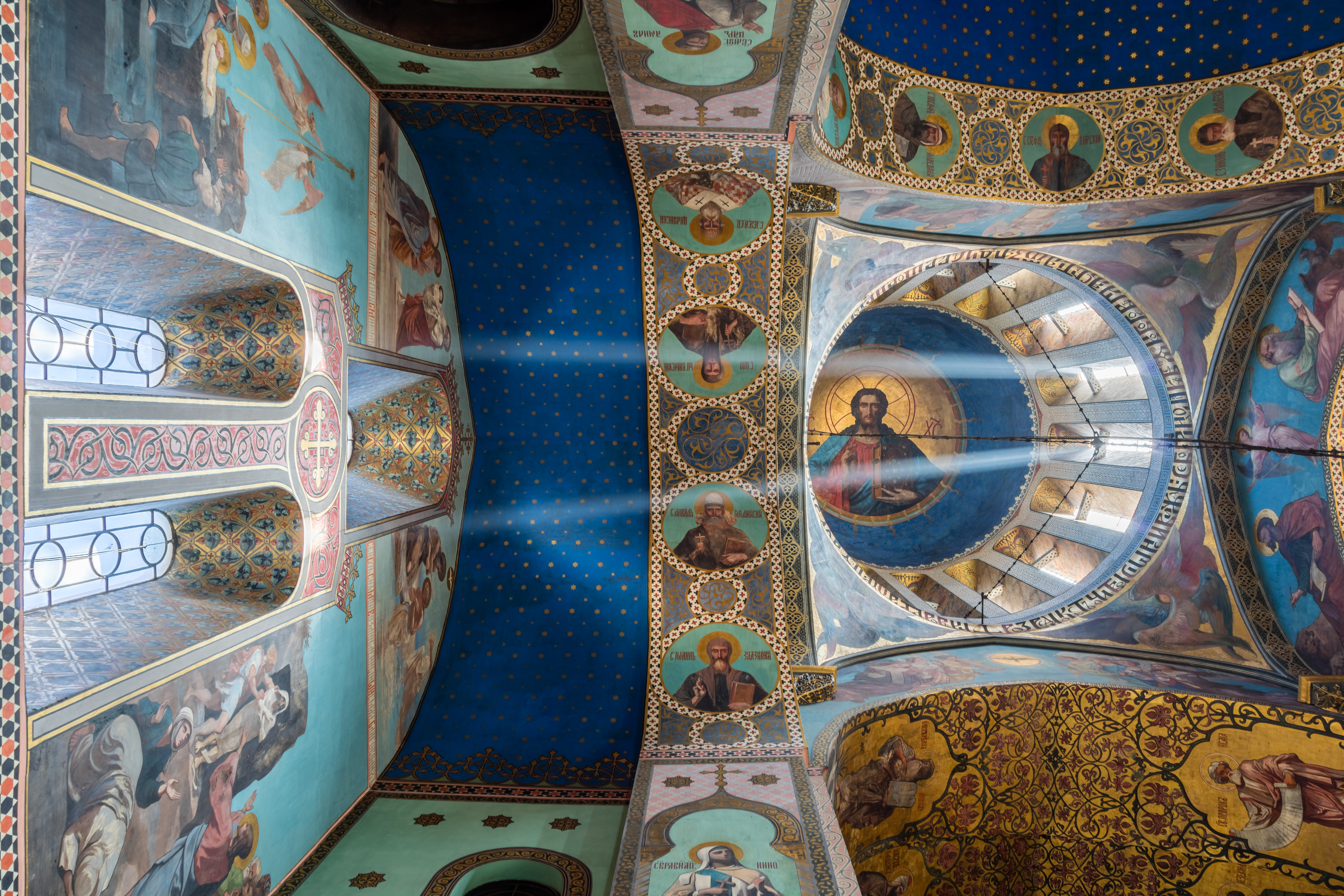
پرتو آفتابِ گرگ‌ومیش زیر سقف کلیسای سیونی
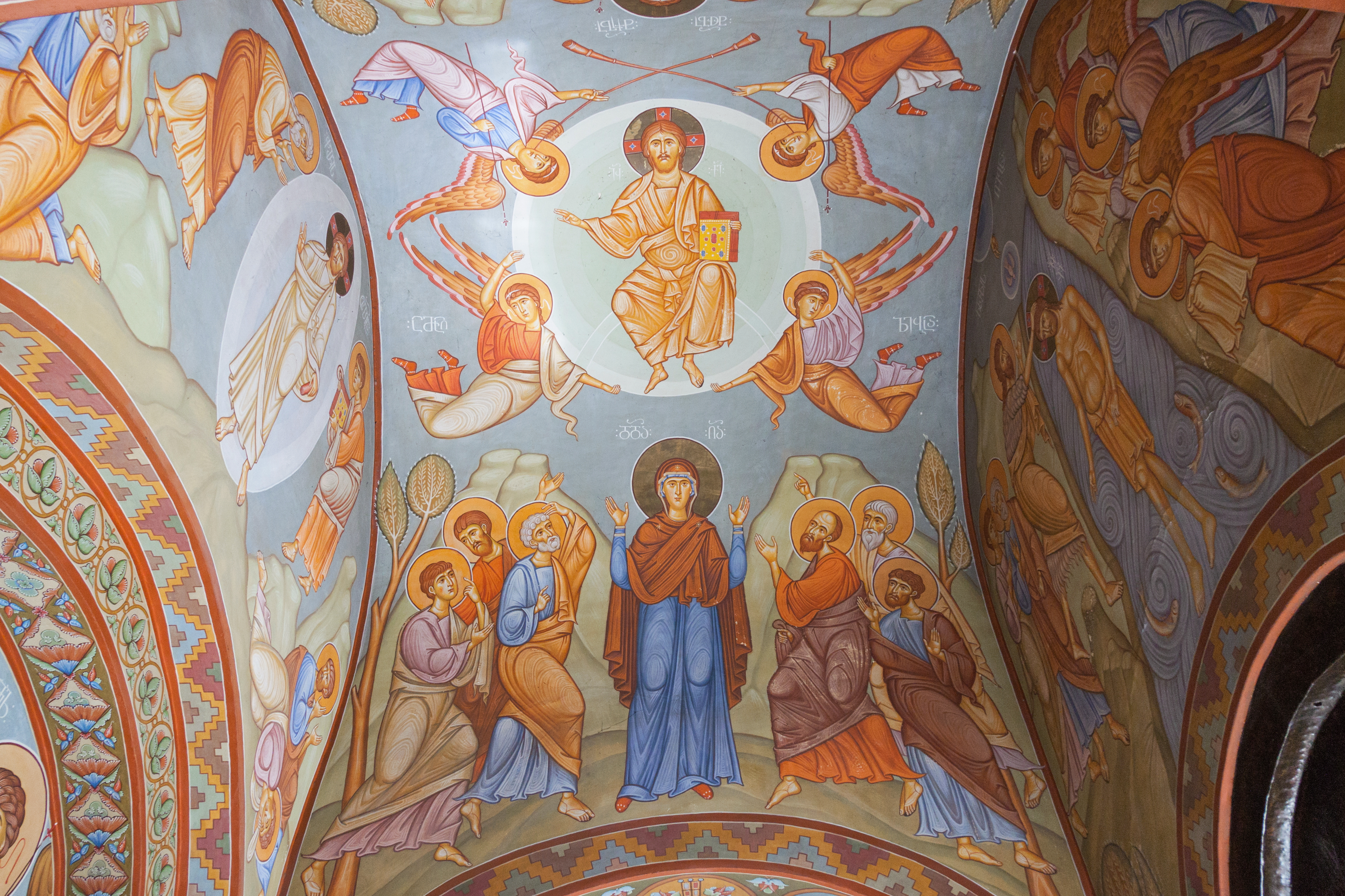
نقاشی‌های داخلی کلیسا
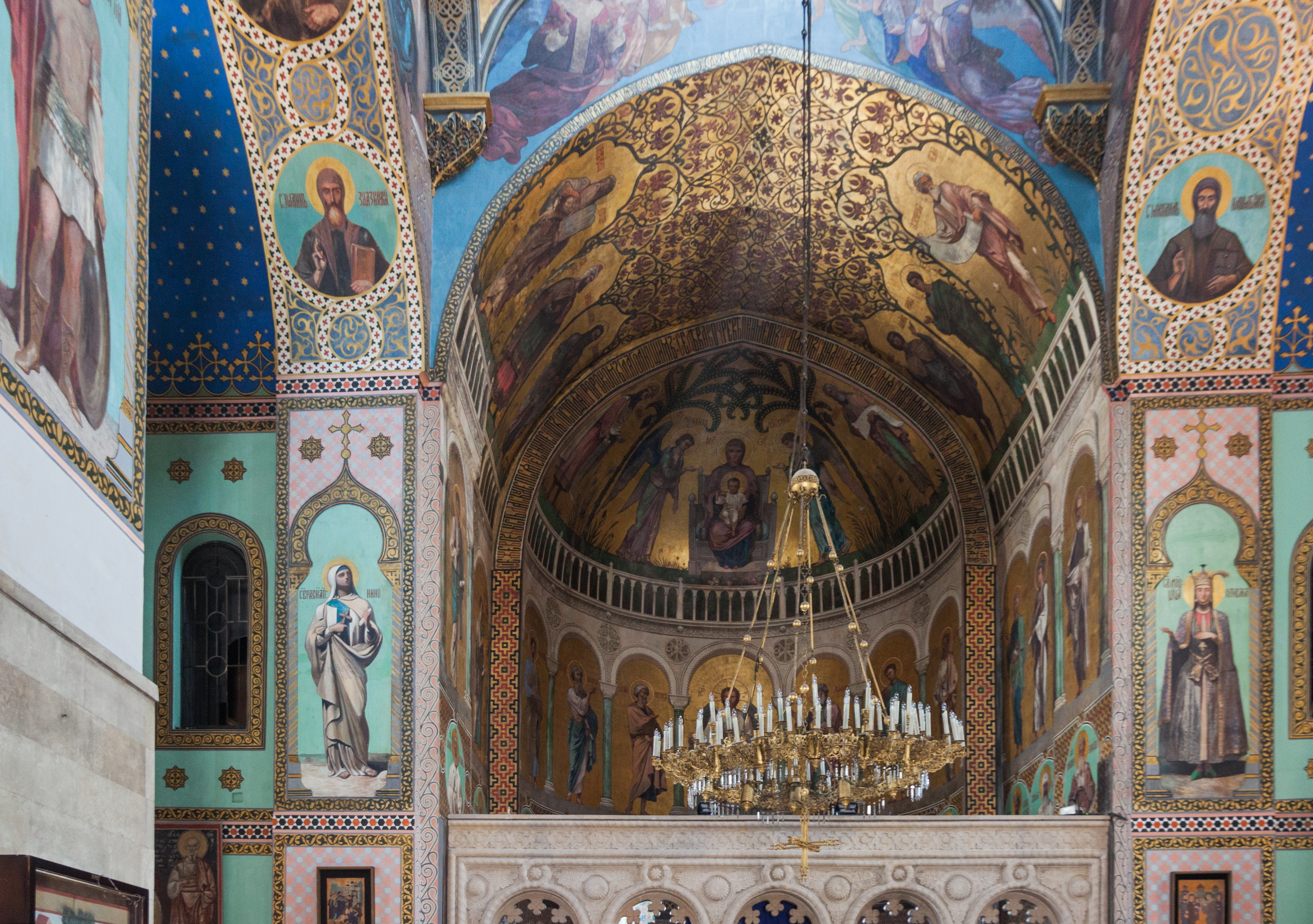
نقاشی‌های داخلی کلیسا
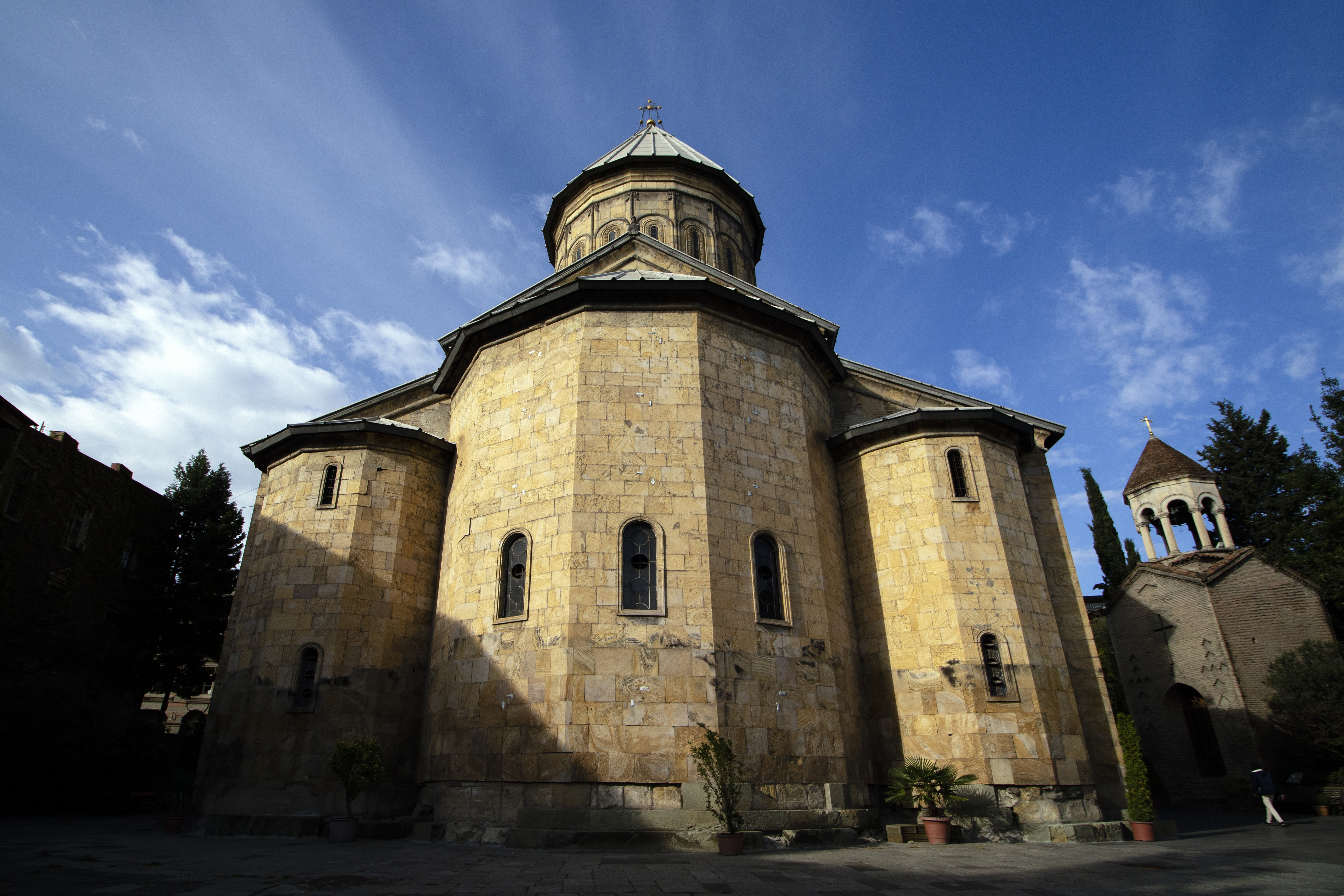
نمای کلیسای سیونی تفلیس از داخل حیاط اصلی